# Mil Mi-6
Mi-6 var en tung sovjetisk transporthelikopter utvecklad under 1950-talet. Helikoptern var länge världens största helikopter till dess efterföljare kom i slutet av 1970-talet (Mil Mi-26). Idag (2007) finns endast ett fåtal Mi-6or kvar i tjänst, de flesta i det ryska Sibirien men ett fåtal finns även i bruk hos den kinesiska armén. Utrustad med glasnos där navigatören sitter.